# Цолингер—Елисонов синдром
Цолингер—Елисонов синдром (енгл. Zollinger–Ellison syndrome) је болест изазвана туморима који производе хормон гастрин. Повећан ниво гастрина у крви болесника доводи до појачаног лучења хлороводоничне киселине у желуцу, што за последицу има појаву бројних пептичких улкуса у доњем делу дванаестопалачног црева и горњем делу танког црева. Цолингер—Елисонов синдром је ретка болест, и открива се у 0.1% пацијената са чиром на дванаестопалачном цреву.

## Историјат
Године 1955. Цолингер и Елисон су описали удруженост тешке улкусне болести и гастрин-секретујућих тумора панкреасних острваца. Ови тумори, названи гастриноми, производе и луче велике количине гастрина, што има за последицу хиперсекрецију хлороводоничне киселине у желуцу.

## Узрок болести
Узрок Цолингер—Елисоновог синдрома је постојање гастринома, хормонски активног (тзв неуро-ендокриног) доброћудног тумора (најчешће у желуцу, панкреасу или дванаестопалачном цреву) који неконтролисано  лучи хормон гастрин. Вишак гастрина доводи до појачаног стварања хлороводоничне киселине у ћелијама слузокоже желуца, која својим хемијским дејством доводи до оштећења (плитких - ерозија и дубоких - улцерација) слузокоже желуца, дванаестопалачног и танког црева.
Гастриноми су најчешћи од свих хормонски активних (тј. који луче хормоне) тумора ендокриних острваца панкреаса, и чине око 10% свих хормонски активних тумора панкреаса, желуца и црева.
Око 80% гастрин секретујућих тумора потиче из панкреасних острваца (укључујући скоро све оне повезане са МЕН 1 синдромом), а већина их је локализована у глави панкреаса. Преосталих 10-15% потичу из Г-ћелија дванаестопалачног црева, а остали су из доњег дела танког црева, желуца, слезине, јетре, лимфних чворова и јајника. Тумори су обично мали и често их има више, посебно ако су удружени са МЕН 1 синдромом.
Гастриноми по свом биолошком понашању могу бити малигни (злоћудни) и бенигни (доброћудни). Око половине до две трећине ових тумора су малигни, и могу дати метастазе у лимфним жлездама, јетри и костима. Малигни гастриноми панкреаса споро расту, а метастазе могу бити агресивније од примарног тумора.

## Знаци и симптоми
Најчешћи симптоми Цолингер—Едисоновог синдрома јесу бол у горњем делу трбуха (изнад или око пупка, а испод места где се спајају ребарни лукови), ослабљен апетит, губитак на тежини и учестале, ретке столице. Код улцерација на желуцу бол се јавља непосредно после оброка, док се код улцерације на дванаестопалачном цреву углавном јавља на празан стомак. У поодмаклим нелеченим случајевима, код обилнијег крварења из улцерација на желуцу и цревима, могу се јавити и црно пребојене столице (као талог од кафе) и малаксалост и лако замарање због малокрвности.
Улкусна болест се развија у скоро свих пацијената који имају гастрином. Више од половине пацијената има дијареју (водене и масне столице), а око 30% болесника има само дијареју, без улкуса.

## Постављање дијагнозе
Наведени симптоми нису сецифични за Цолингер—Елисонов синдром, и јављају се код већине улкусних болести (на ример, код чира на желуцу и чира на дванаестопалачном цреву). Дефинитивна дијагноза поставља се гастроскопијом (то јест, гутањем ендоскопске сонде са камером) помоћу које се јасно могу видети оштећења слузокоже једњака, желуца и дванаестопалачног црева. Док се код обичне улкусне болести нејчешће види само једна, крупна улцерација на слузокожи желуца или дванаестопалачног црева, бројне ситне улцерације које прелазе и на почетни део танког црева (јејунум или право црево) говоре у прилог постављања дијагнозе Цолингер—Елисоновог синдрома.
Цолингер—Елисонов синдром најчешће се среће код пацијената између пете и осме деценије живота. На гастрином треба сумњати код свих болесника са понављајућим или на терапију отпорним чиром на желуцу или дванаестопалачном цреву, у оних где се улкуси јављају у доњем делу дванаестопалачног црева или танком цреву, тамо где је чир удружен са каменом у бубрегу, повишеним нивоом калцијума у крви или болестима хипофизе, или где постоје подаци о улкусној болести и ендокриним (хормон-стварајућим) туморима код чланова породице.
Сви пацијенти са Цолингер—Елисоновим синдромом морају бити тестирани на МЕН 1 (Вермеров) синдром, мерењем нивоа калцијума, фосфора и пролактина у крви, као и рентгенским снимањем (или ЦТ скенером) базе мозга, где се налази хипофиза. Мултипла ендокрина неоплазија (МЕН синдром) представља скуп различитих тумора локализованих у разним органима, а наслеђује се аутозомно-доминантно, са разноликом клиничкон сликом. Око 50% гастринома удружено је са МЕН 1 синдромом.

## Терапија
Терапија Цолингер—Елисоновог синдрома може бити каузална (усмерена на уклањања узрока болести) и симптоматска (усмерена на уклањање тегоба болесника). Каузална терапија подразумева хируршко уклањање тумора (гастринома) уколико је то могуће, што је у пракси веома ретко. Гастриноми удружени са МЕН 1 синдромом обично су доброћудни (бенигни) и нису погодни за хируршко лечење. Ресекција (оперативно уклањање) самог гастринома могуће је у око 20% случајева.
Симптоматска терапија подразумева свакодневно, доживотно узимање лекова који смањују или блокирају лучење желудачне киселине. Најчешће се у ту сврху користе лекови из групе блокатора протонске пумпе (који блокирају стварање хлороводиничне киселине у ћелијама слузокоже желуца), као што су омепразол (у продаји под именом Омепрол) и пантопразол (у продаји под именом Controloc),